# Milly-la-Forêt (doyenné)
Pour les articles homonymes, voir Milly.
Le secteur pastoral de Milly-la-Forêt est une circonscription administrative de l'église catholique de France, subdivision du diocèse d'Évry-Corbeil-Essonnes.

## Histoire
Le synode diocésain de 1987 a modifié le statut du doyenné en secteur pastoral. En 2010, les limites du secteur ont été modifiées.

## Organisation
Le doyenné de Milly-la-Forêt est rattaché au diocèse d'Évry-Corbeil-Essonnes, à l'archidiocèse de Paris et à la province ecclésiastique de Paris. Il est situé dans le vicariat Sud-Est et la zone verte du diocèse.

### Paroisses suffragantes
Le siège du doyenné est fixé à Milly-la-Forêt. Le secteur pastoral de Milly-la-Forêt regroupe les paroisses des communes de:
- Blandy,
- Boigneville,
- Boutigny-sur-Essonne,
- Bouville,
- Brouy,
- Buno-Bonnevaux,
- Champmotteux,
- Courances,
- Courdimanche-sur-Essonne,
- Dannemois,
- Gironville-sur-Essonne,
- Maisse,
- Mespuits,
- Milly-la-Forêt,
- Moigny-sur-École,
- Oncy-sur-École,
- Orveau,
- Prunay-sur-Essonne,
- Puiselet-le-Marais,
- Soisy-sur-École,
- Valpuiseaux,
- Vayres-sur-Essonne,
- Videlles.

### Prêtres responsables
| Période                                  | Période  | Identité          | Fonction précédente | Observation |
| ---------------------------------------- | -------- | ----------------- | ------------------- | ----------- |
| ?                                        | en cours | Dominique Ribalet |                     | -           |
| Les données manquantes sont à compléter. |          |                   |                     |             |

## Patrimoine religieux remarquable
- Église Saint-Maurice à Blandy ;
- Église Notre-Dame de l'Assomption à Boigneville ;
- Église Saint-Barthélemy à Boutigny-sur-Essonne ;
- Église Saint-Martin à Bouville ;
- Église Saint-Pierre-Saint-Paul à Brouy ;
- Église Saint-Étienne à Courances ;
- Église Saint-Gervais-Saint-Protais à Courdimanche-sur-Essonne ;
- Église Saint-Mammès à Dannemois ;
- Église Saint-Pierre à Gironville-sur-Essonne ;
- Église Saint-Médard à Maisse ;
- Église Saint-Médard à Mespuits ;
- Collégiale Notre-Dame-de-l'Assomption et Chapelle Saint-Blaise-des-Simples à Milly-la-Forêt ;
- Église Saint-Denis à Moigny-sur-École ;
- Église Notre-Dame-de-Bon-Secours à Orveau ;
- Église Saint-Martin à Puiselet-le-Marais ;
- Église Saint-Aignan à Soisy-sur-École ;
- Église Saint-Martin à Valpuiseaux ;
- Église Saint-Léonard à Videlles.

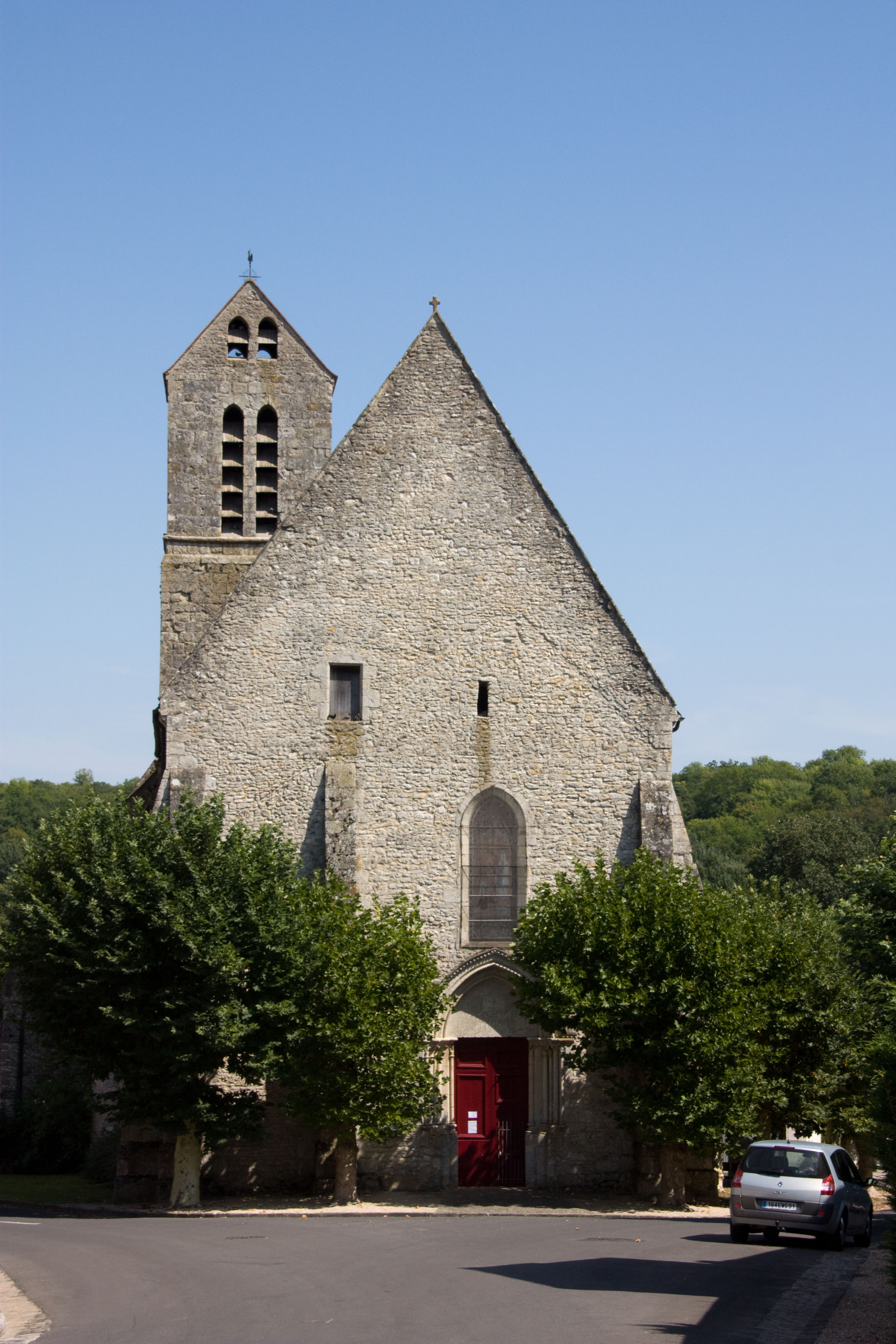
L'église Notre-Dame de l'Assomption de Boigneville.
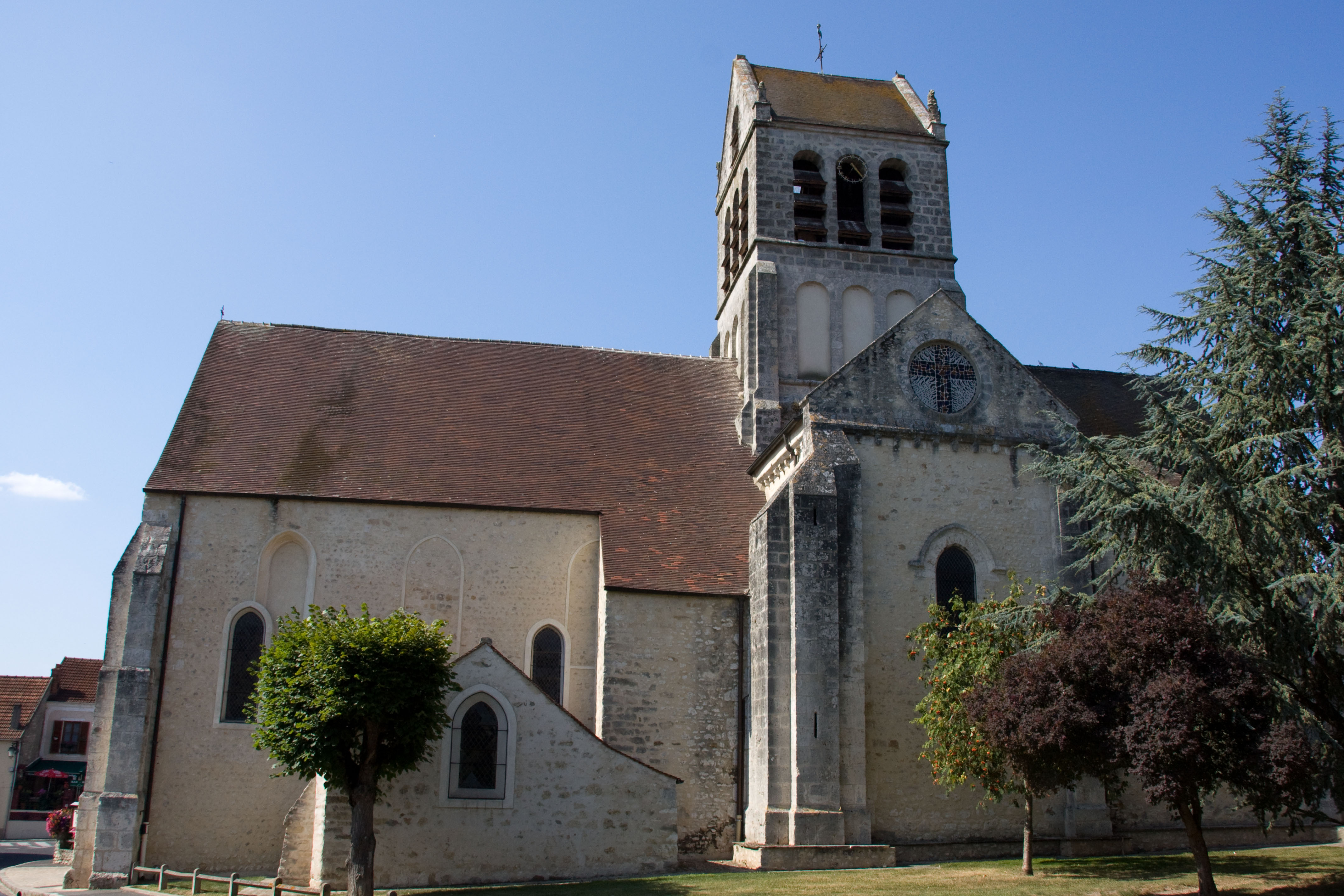
L'église Saint-Barthélemy de Boutigny-sur-Essonne.
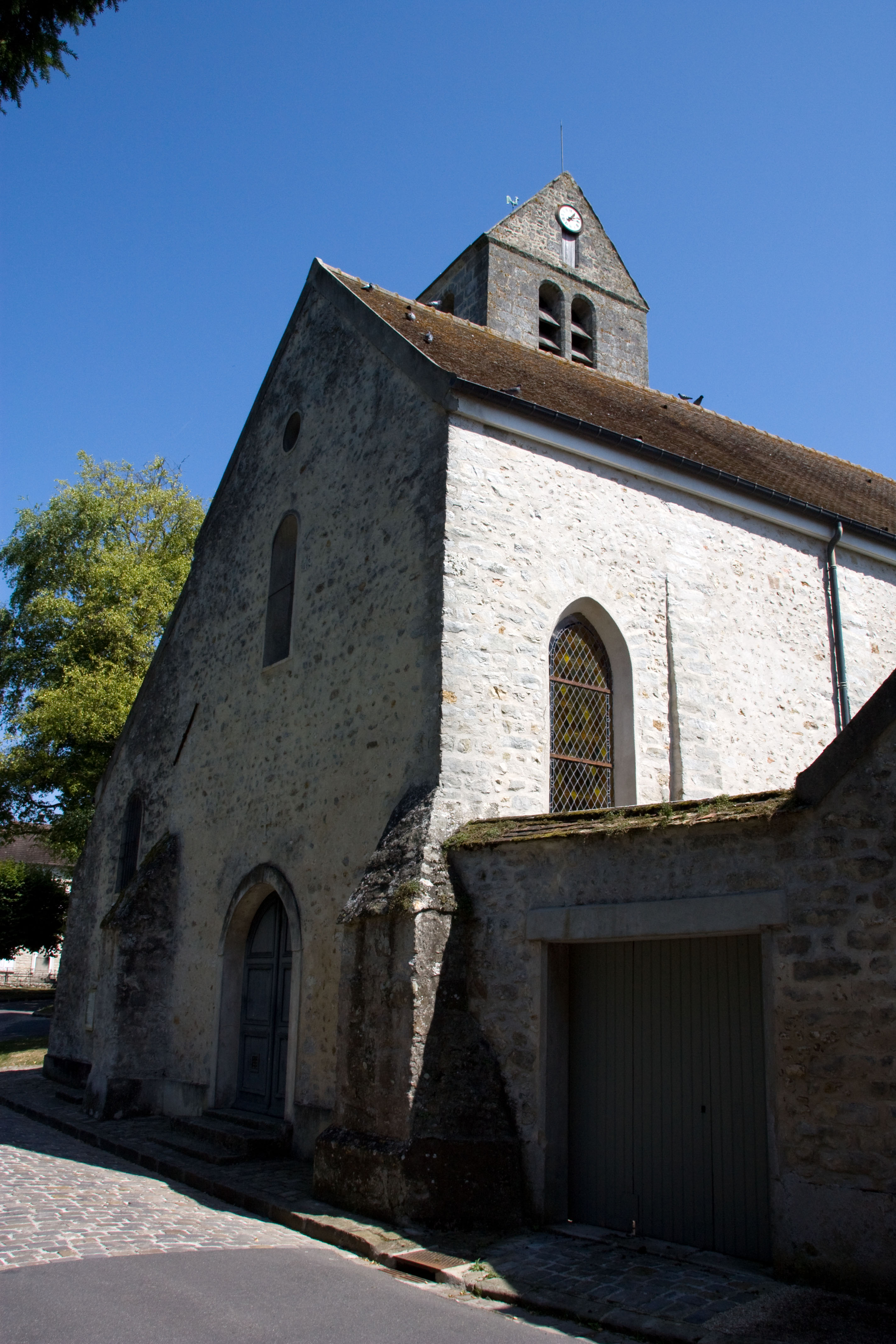
L'église Saint-Étienne de Courances.
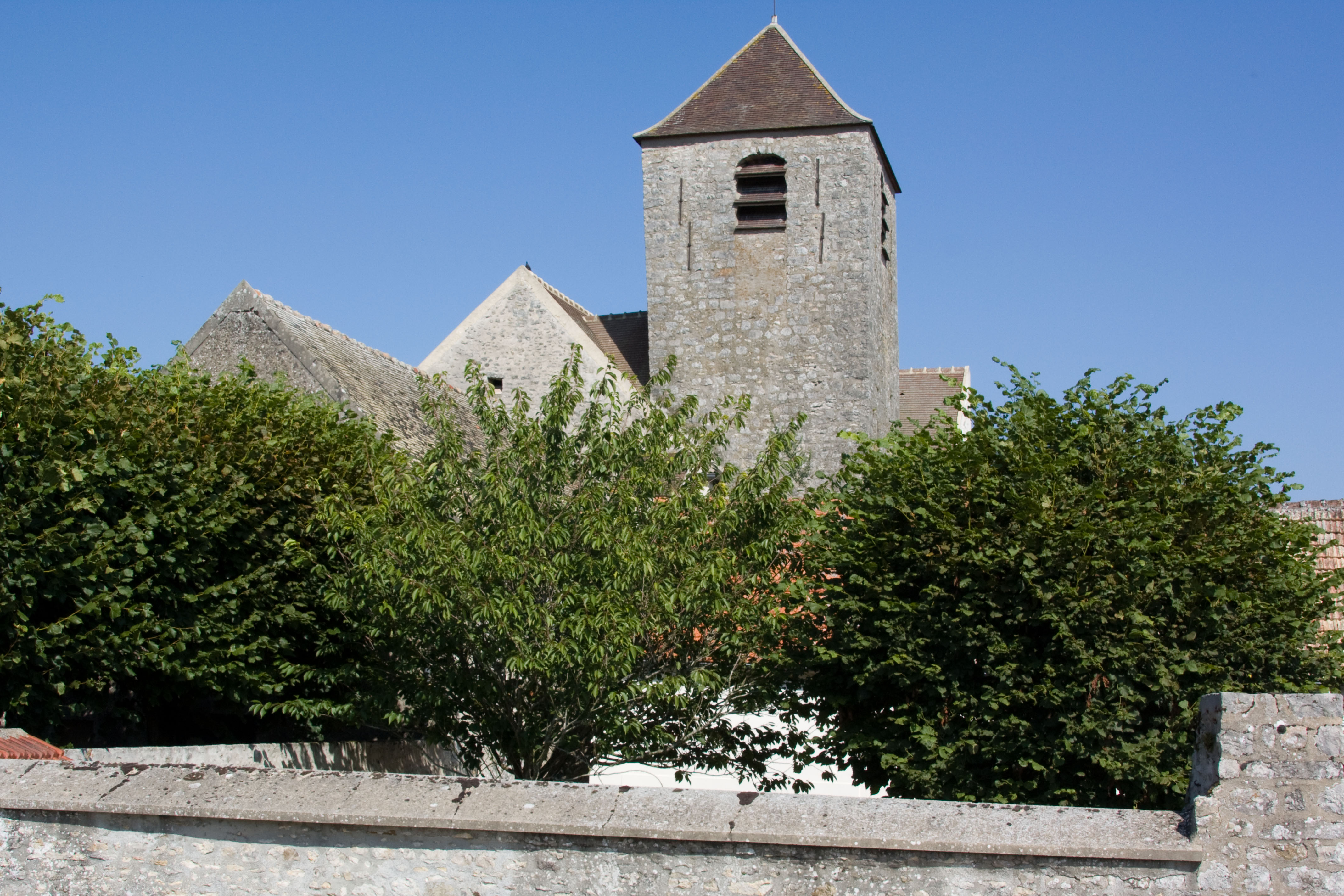
L'église Saint-Gervais-Saint-Protais de Courdimanche-sur-Essonne.
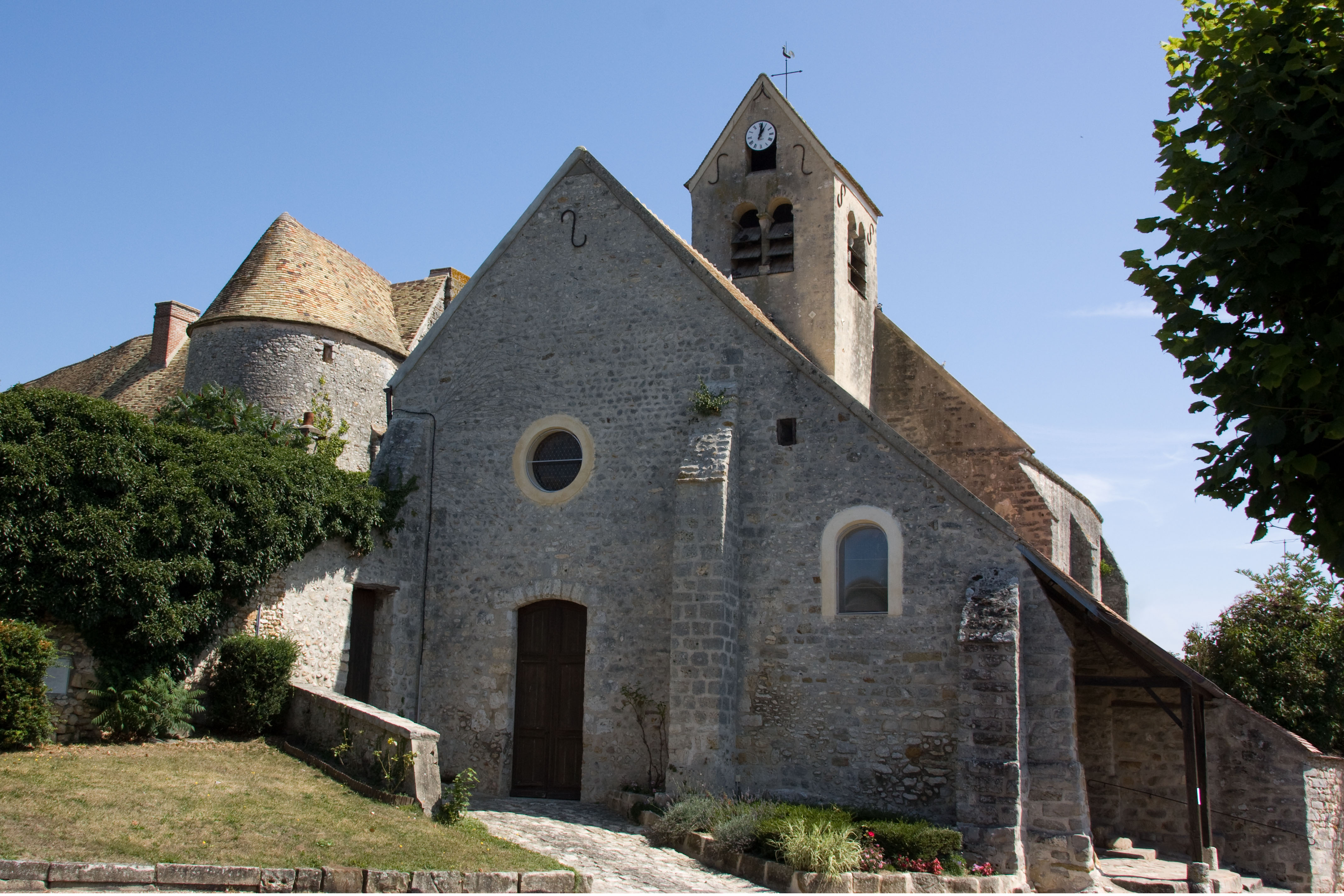
L'église Saint-Mammès de Dannemois.
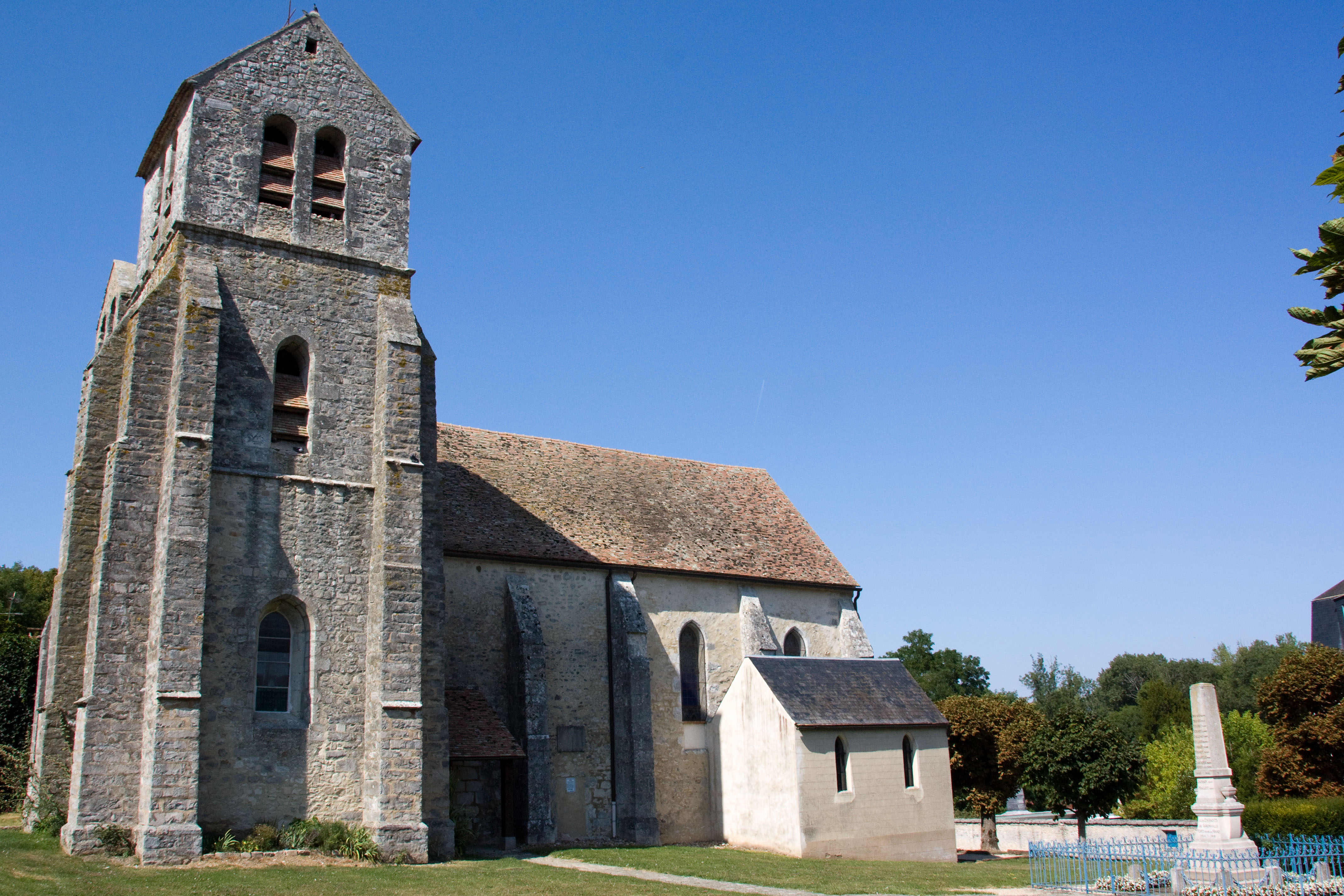
L'église Saint-Pierre de Gironville-sur-Essonne.
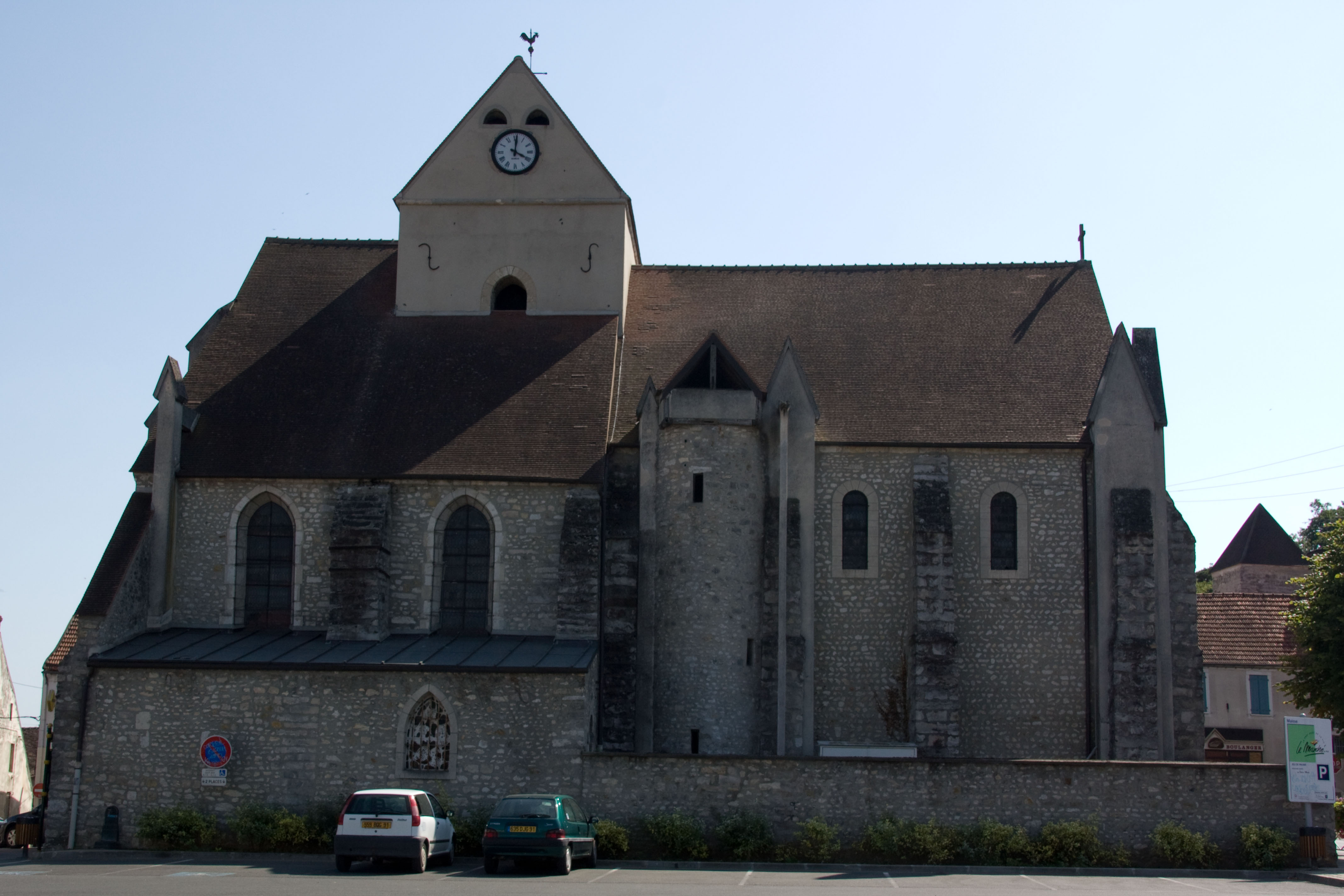
L'église Saint-Médard de Maisse.
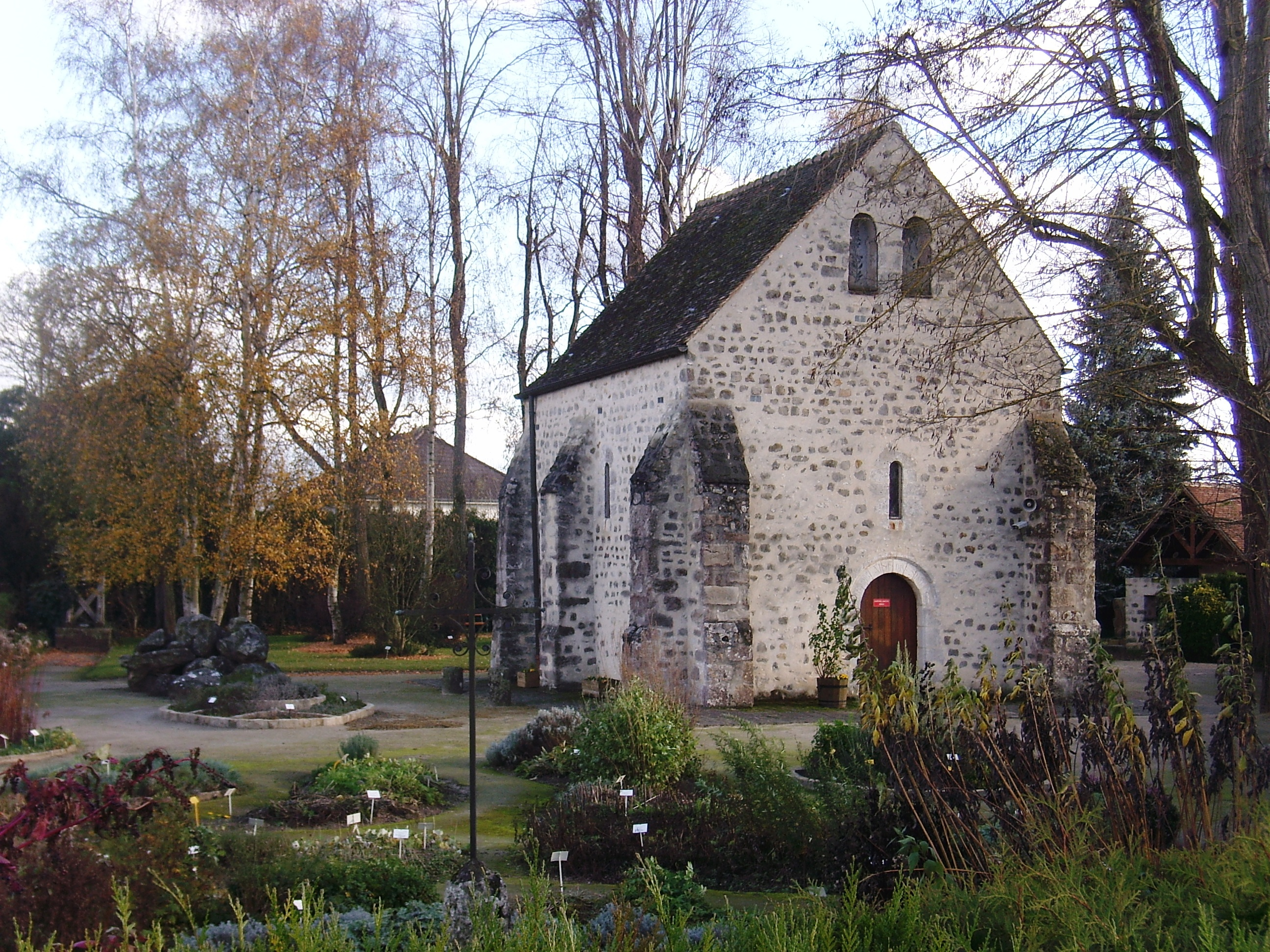
La chapelle Saint-Blaise-des-Simples de Milly-la-Forêt.
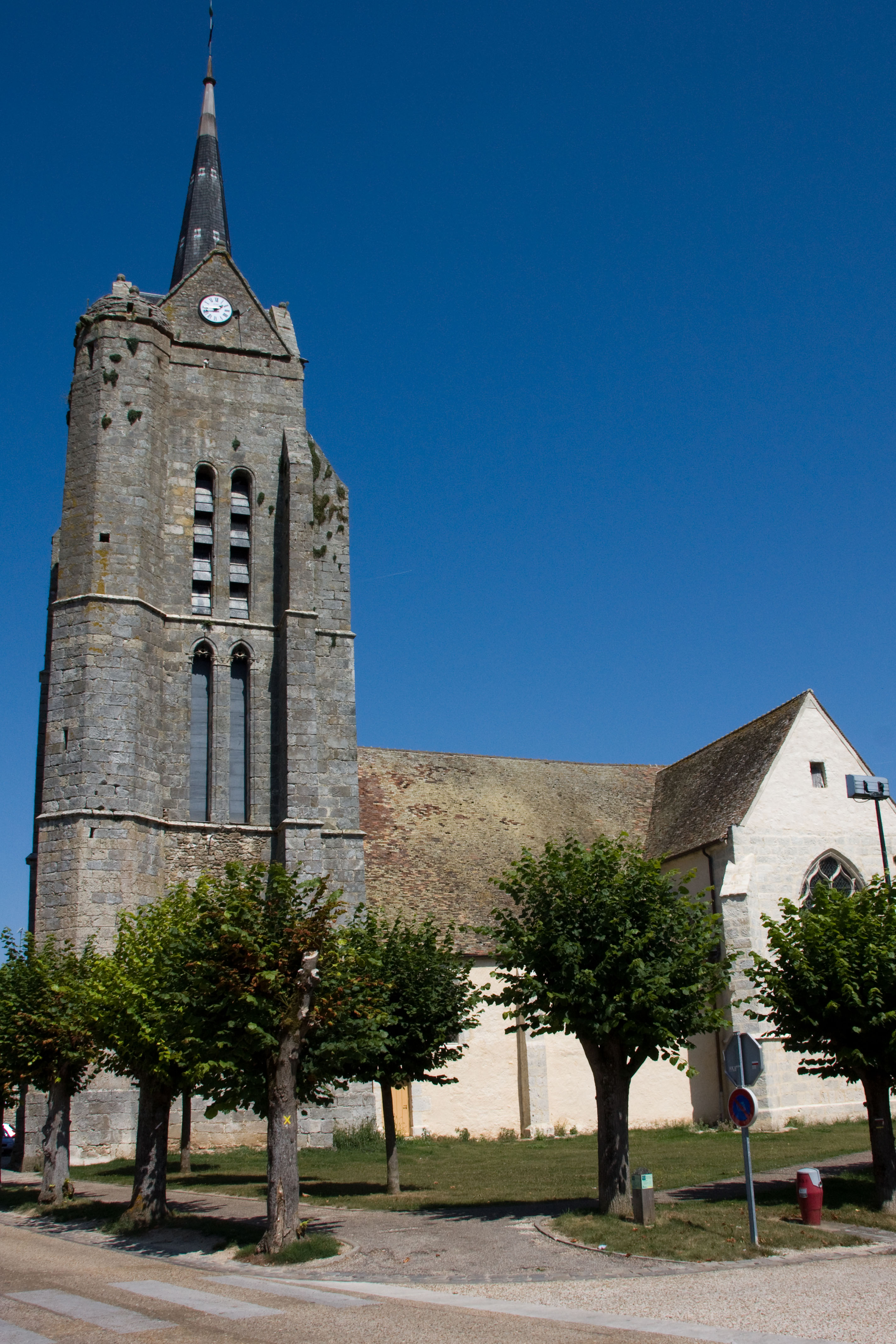
L'église Saint-Denis de Moigny-sur-École.
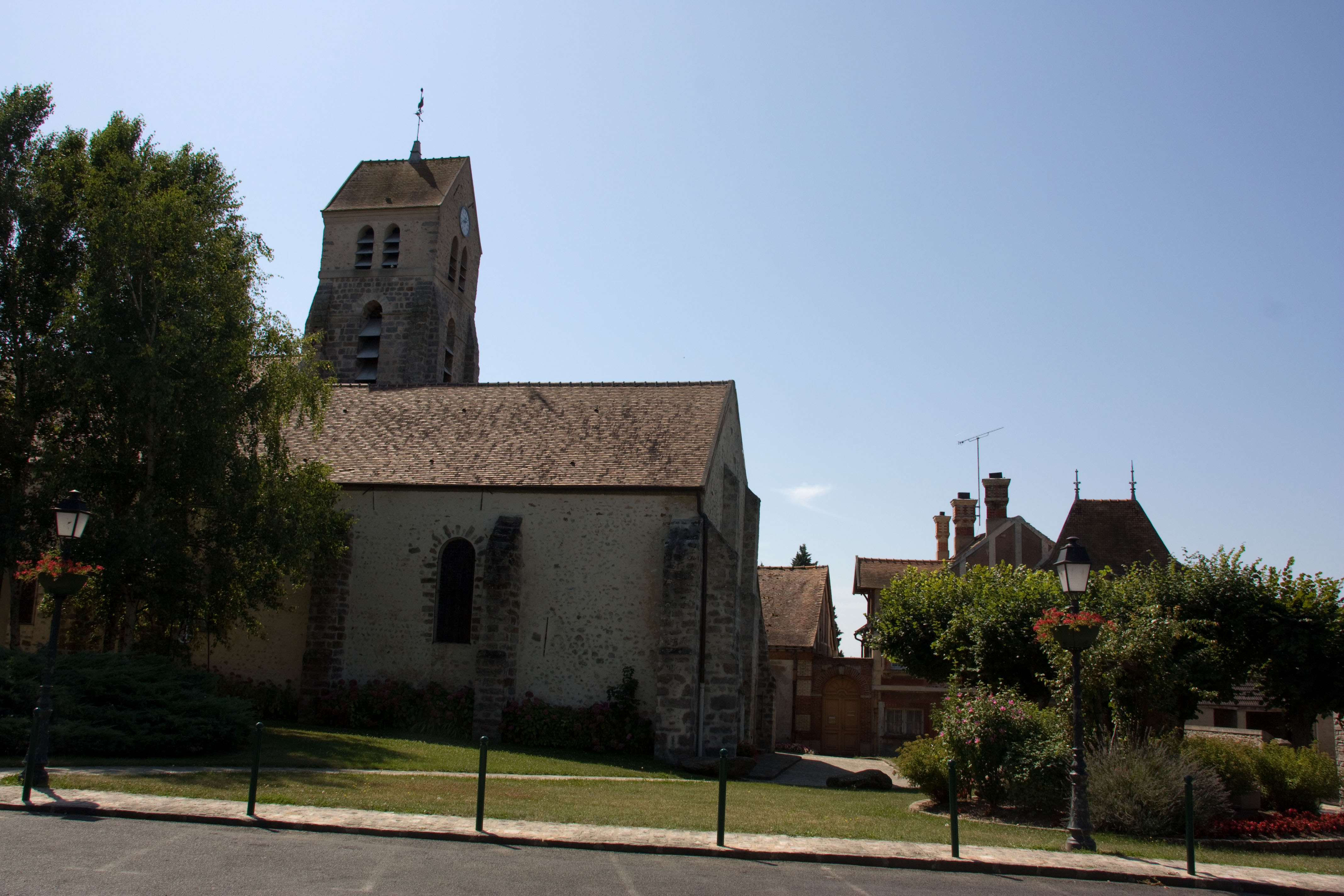
L'église Saint-Aignan de Soisy-sur-École.
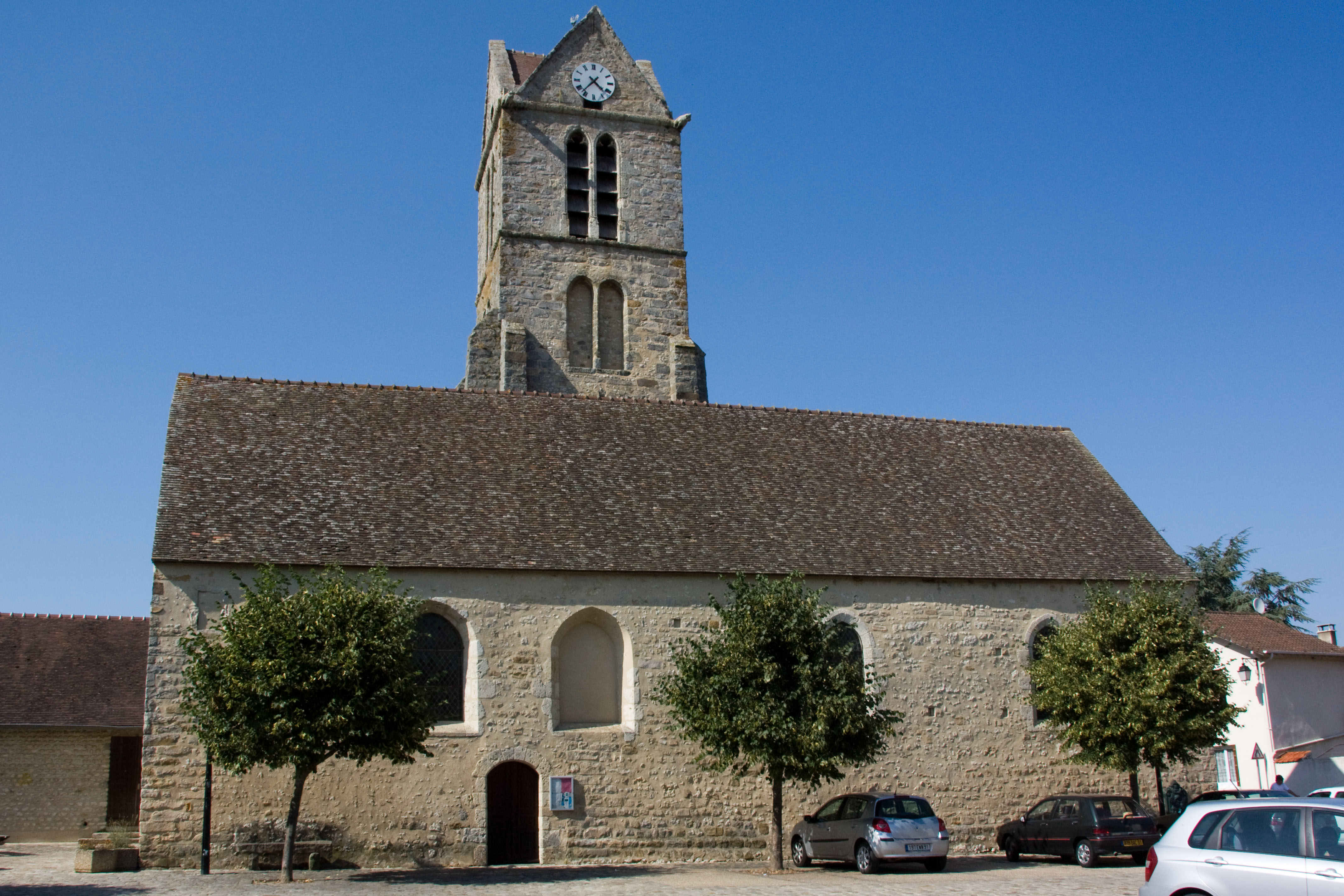
L'Église Saint-Léonard de Videlles.

## Pour approfondir

## Sources
1. ↑  « Carte du découpage en secteurs sur le site du diocèse. »(Archive.org • Wikiwix • Archive.is • Google • Que faire ?) Consulté le 10/08/2010.